# Ravoire
Ravoire est une localité de la commune de Martigny-Combe dans le canton du Valais, Suisse.

## Origine du nom
Le nom de Ravoire viendrait du terme semi-patois « raveur» qui désigne des coteaux fortement exposés au soleil.

## Fours à pain

### Marche des fours à pain
Depuis 1974, la société de développement de Ravoire organise la marche des fours à pain, une marche populaire qui permet de découvrir les 7 fours à pain de Ravoire .

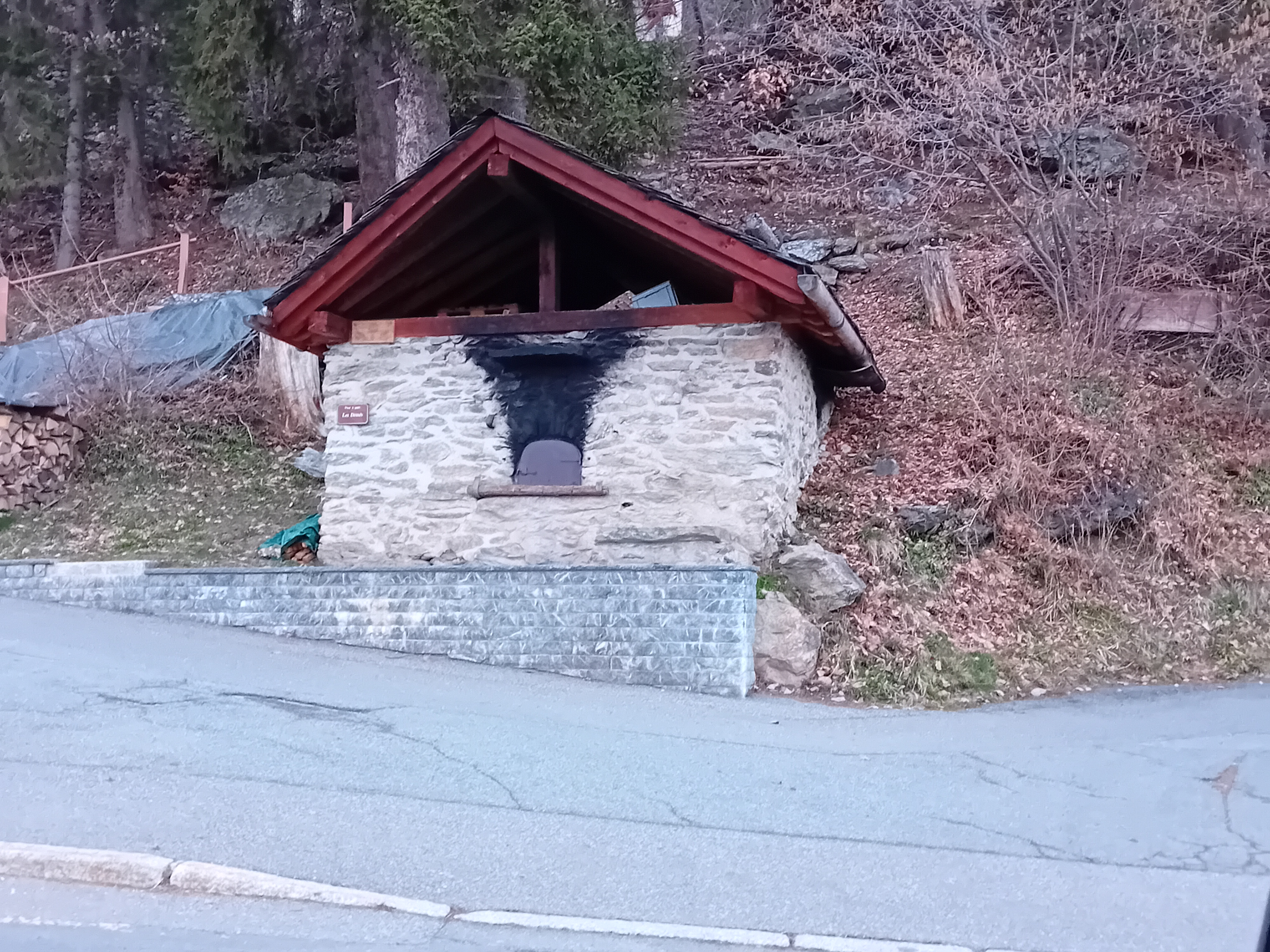
Four à pain banal de Ravoire, Chez les Demés